# Вырезка (река)
Вырезка — река в России, протекает по Угличскому району Ярославской области. Устье реки находится в 2850 км по правому берегу реки Волга от её устья (Угличское водохранилище). Длина реки составляет 12 км. Сельские населённые пункты у реки: Новая, Чернятино, Куначево, Маймеры, Гребенево. У устья пересекает железную дорогу Калязин — Углич.

## Данные водного реестра
По данным государственного водного реестра России относится к Верхневолжскому бассейновому округу, водохозяйственный участок реки — Волга от Иваньковского гидроузла до Угличского гидроузла (Угличское водохранилище), речной подбассейн реки — бассейны притоков (Верхней) Волги до Рыбинского водохранилища. Речной бассейн реки — (Верхняя) Волга до Куйбышевского водохранилища (без бассейна Оки).
Код объекта в государственном водном реестре — 08010100812110000004384.